# Forte de Jaisalmer
O Forte Jaisalmer está situado na cidade de Jaisalmer, no estado indiano do Rajastão . É um dos poucos "fortes vivos" do mundo (tal como o Carcassonne, em França ), já que quase um quarto da população da cidade velha ainda reside dentro do forte.   Durante a maior parte dos seus 860 anos de história, o forte foi a cidade de Jaisalmer. Diz-se que os primeiros assentamentos fora das muralhas do forte, para acomodar a crescente população de Jaisalmer, surgiram no século XVII. 
O Forte Jaisalmer é o segundo forte mais antigo do Rajastão, construído em 1156 d.C., pelo Rawal (governante) Jaisal de quem deriva o seu nome, e ficava no cruzamento de importantes rotas comerciais (incluindo a antiga Rota da Seda).

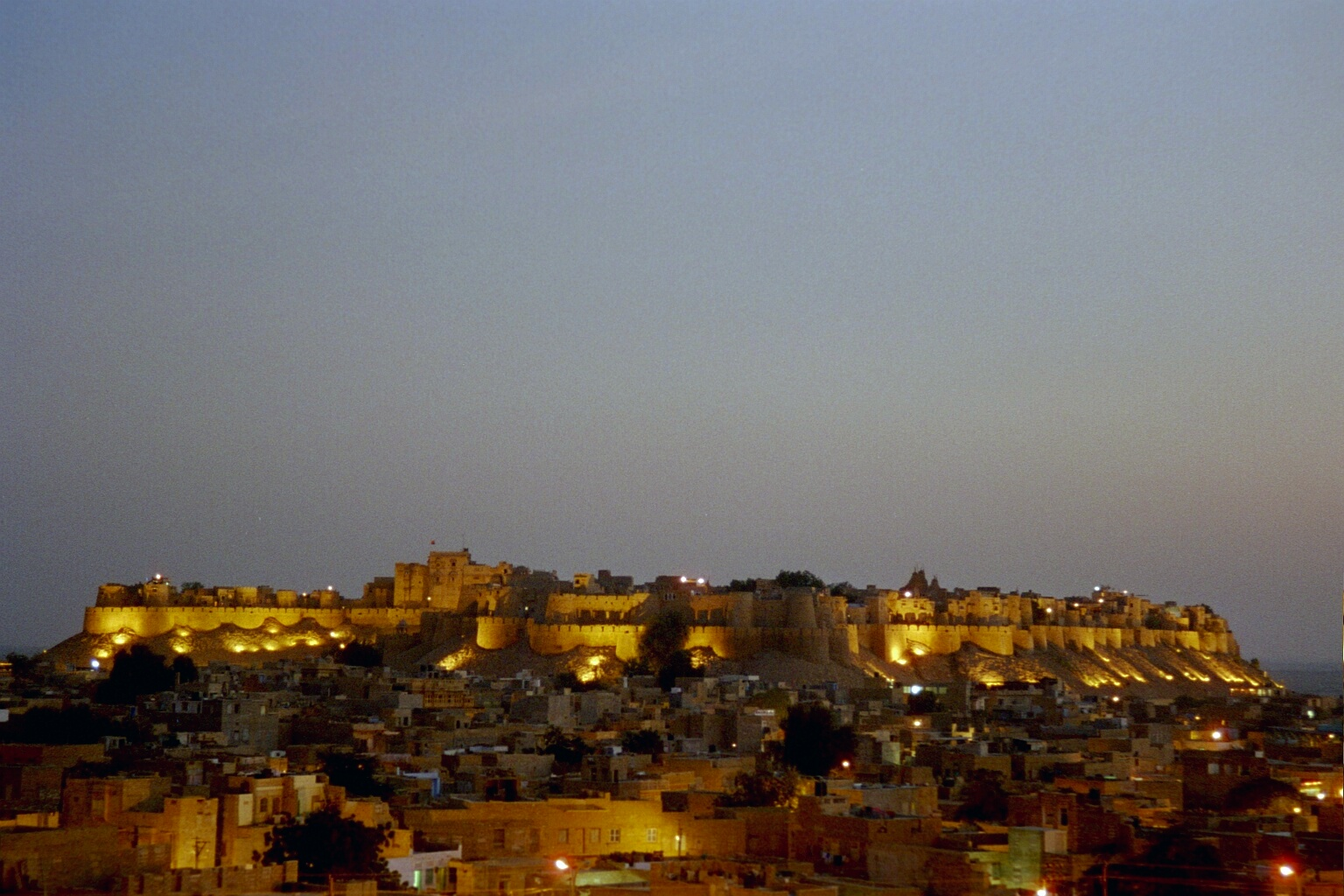
Uma vista da fortaleza acima da cidade, à noite

## Galeria

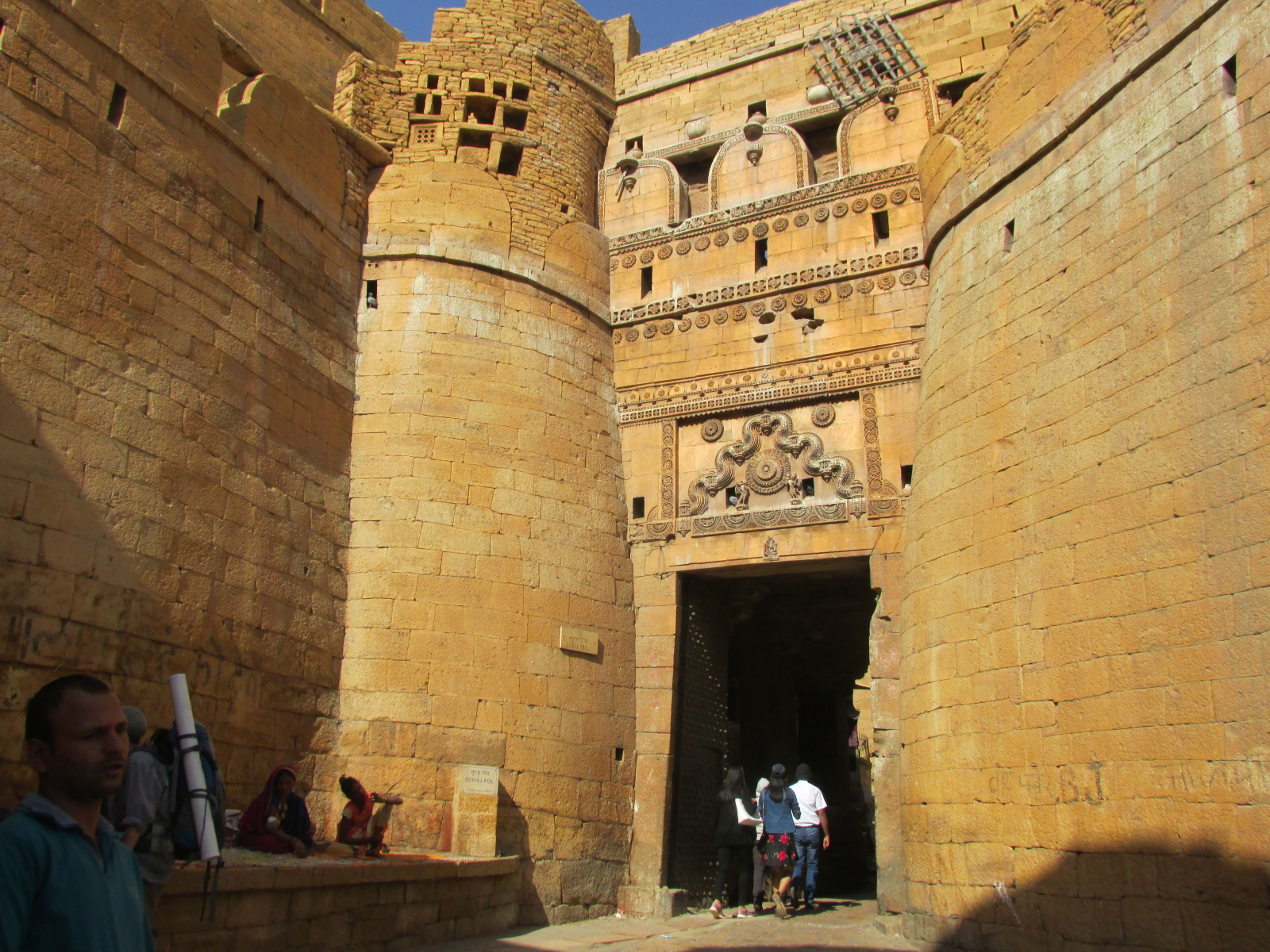
Entrada do forte
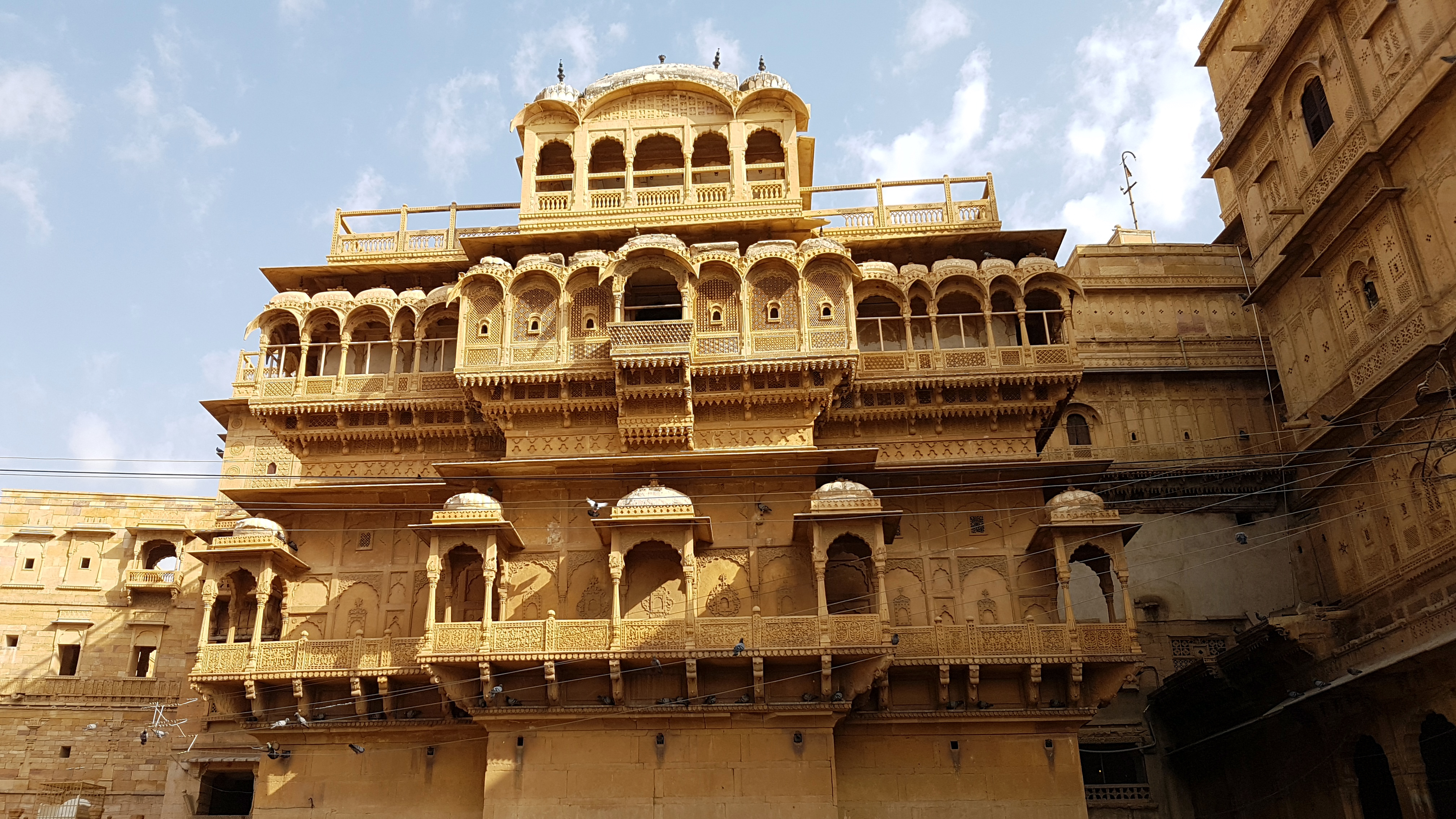
Palácio no forte
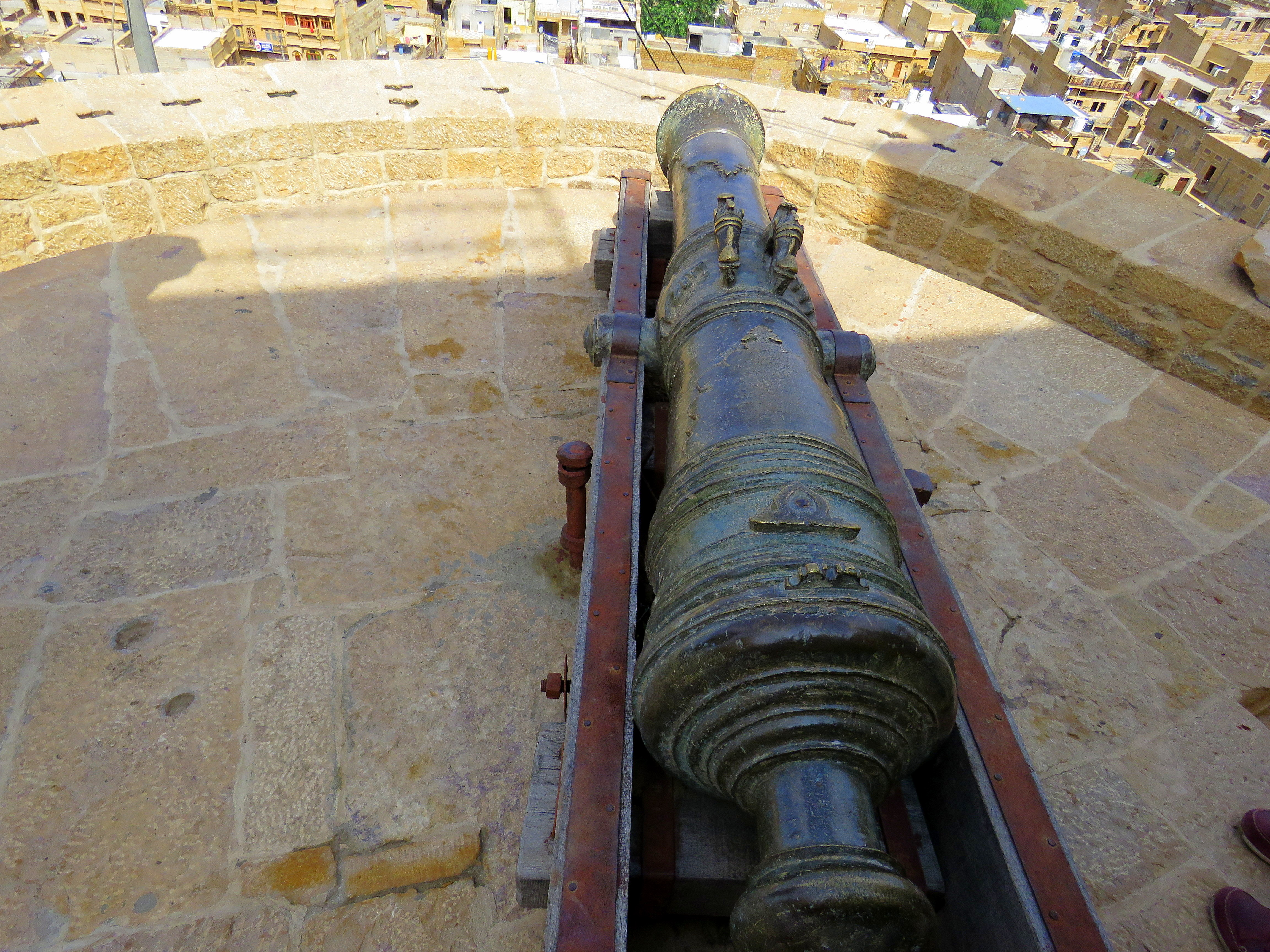
Canhão no Forte Jaisalmer
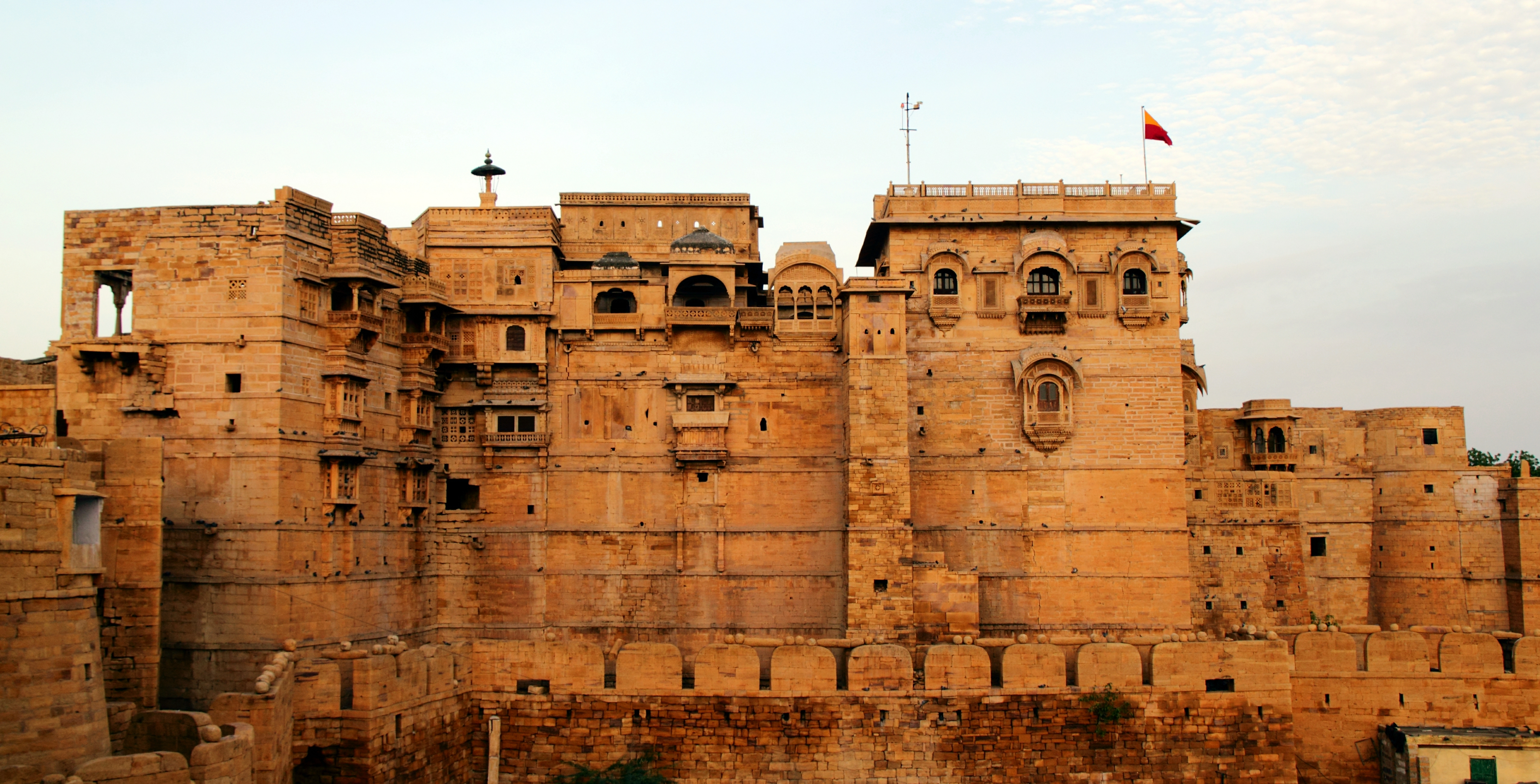
Palácio do Forte - Forte Jaisalmer
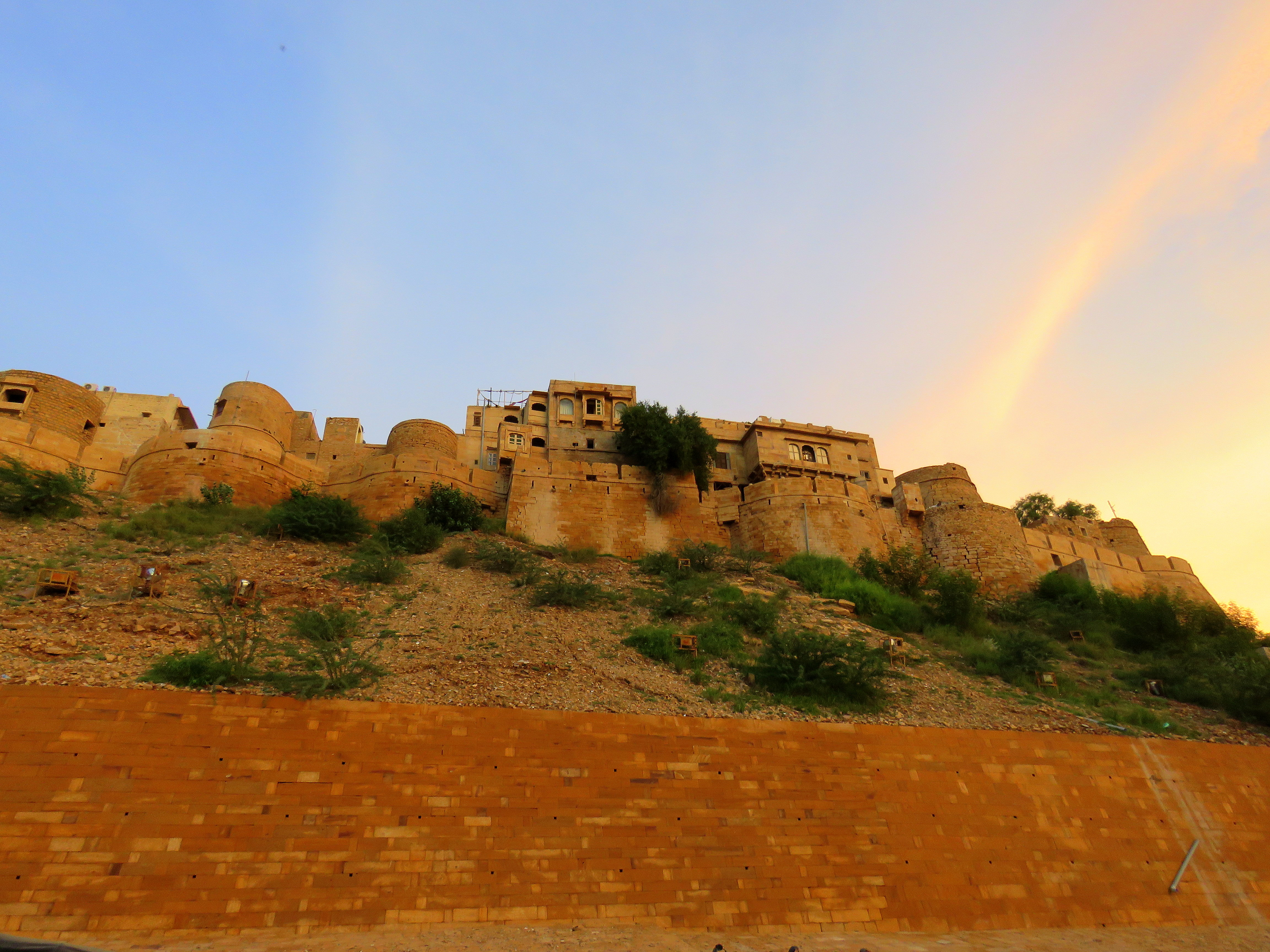
Vista noturna do Forte Jaisalmer
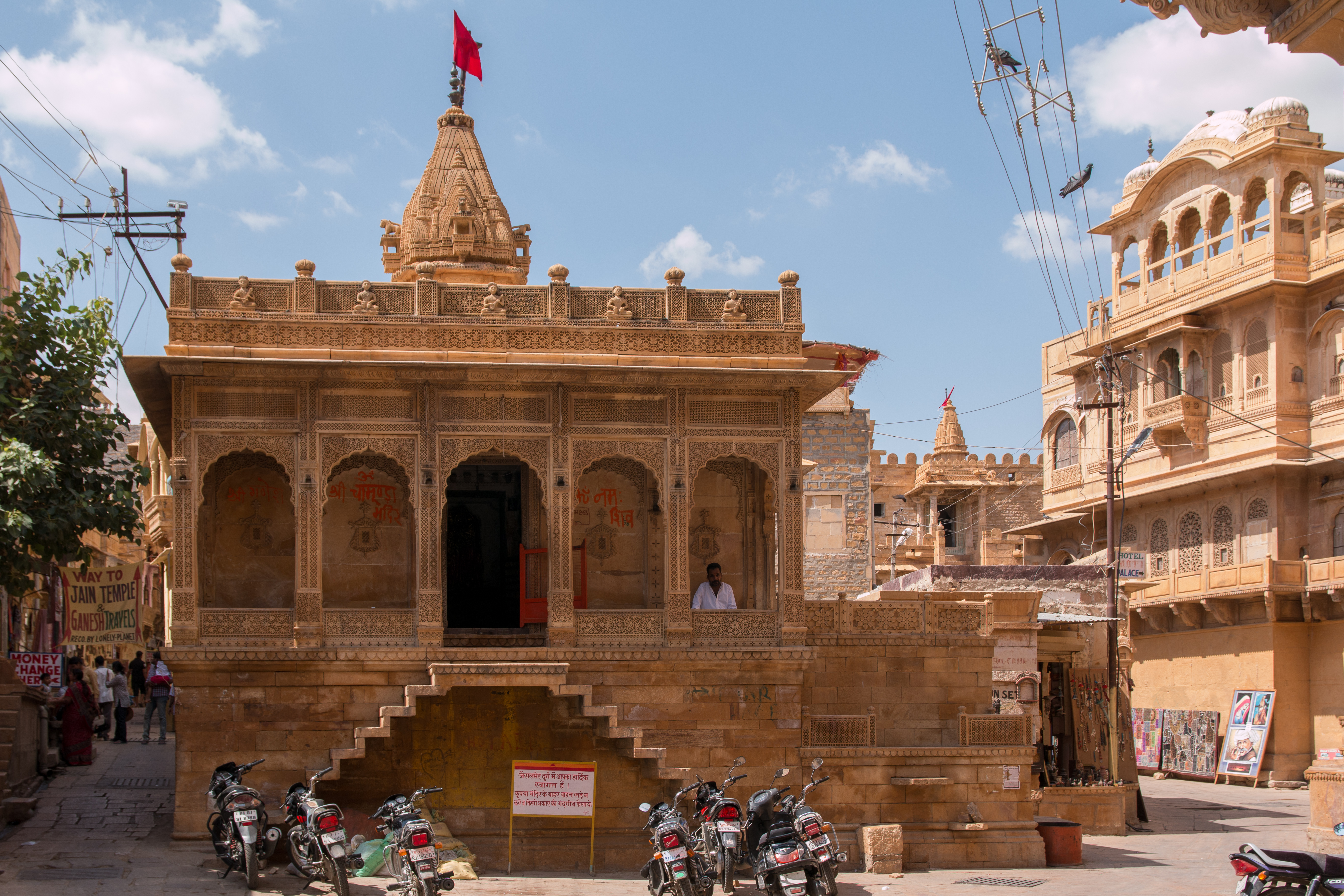
Templo Maa Chamunda dentro do forte
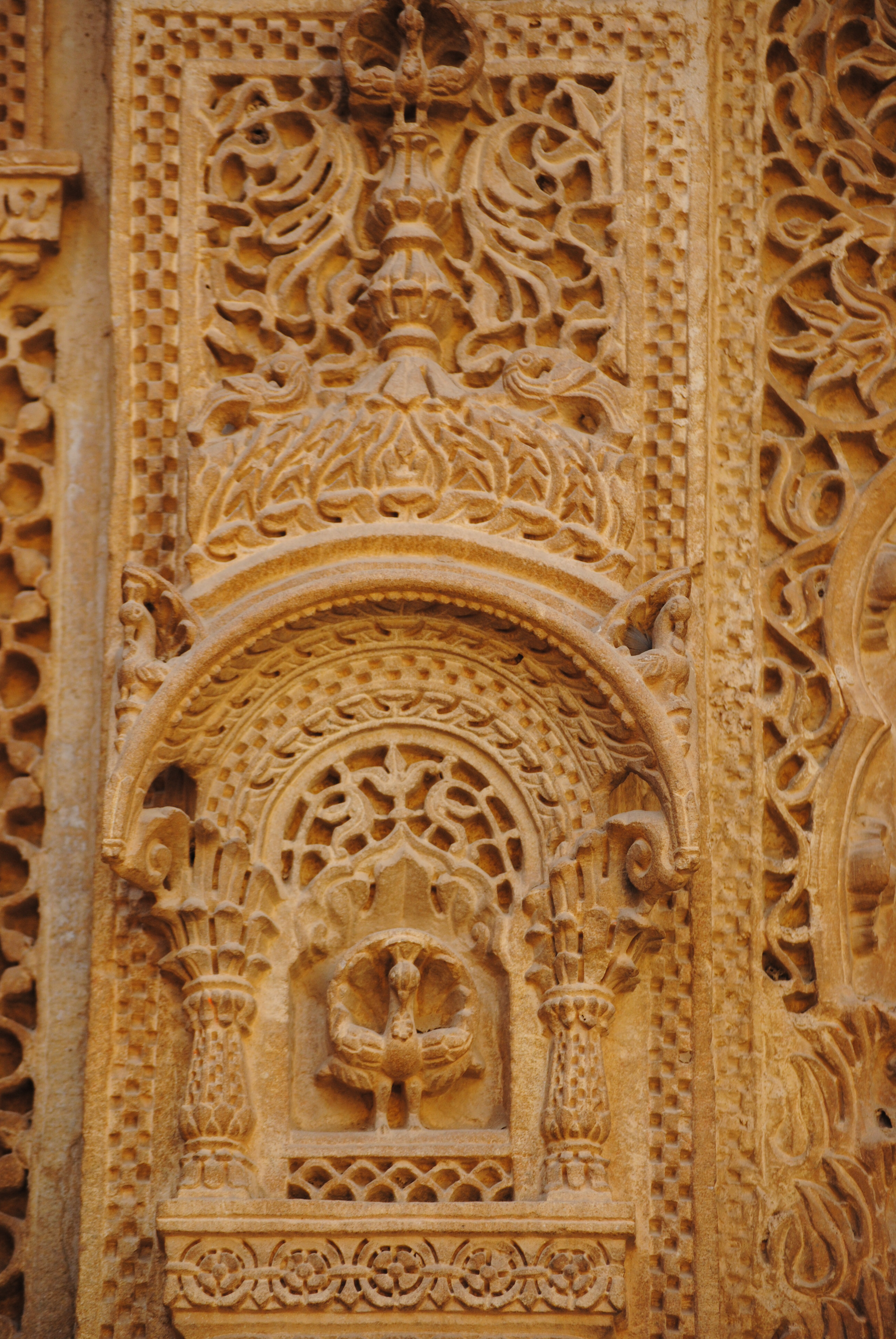
Esculturas no forte
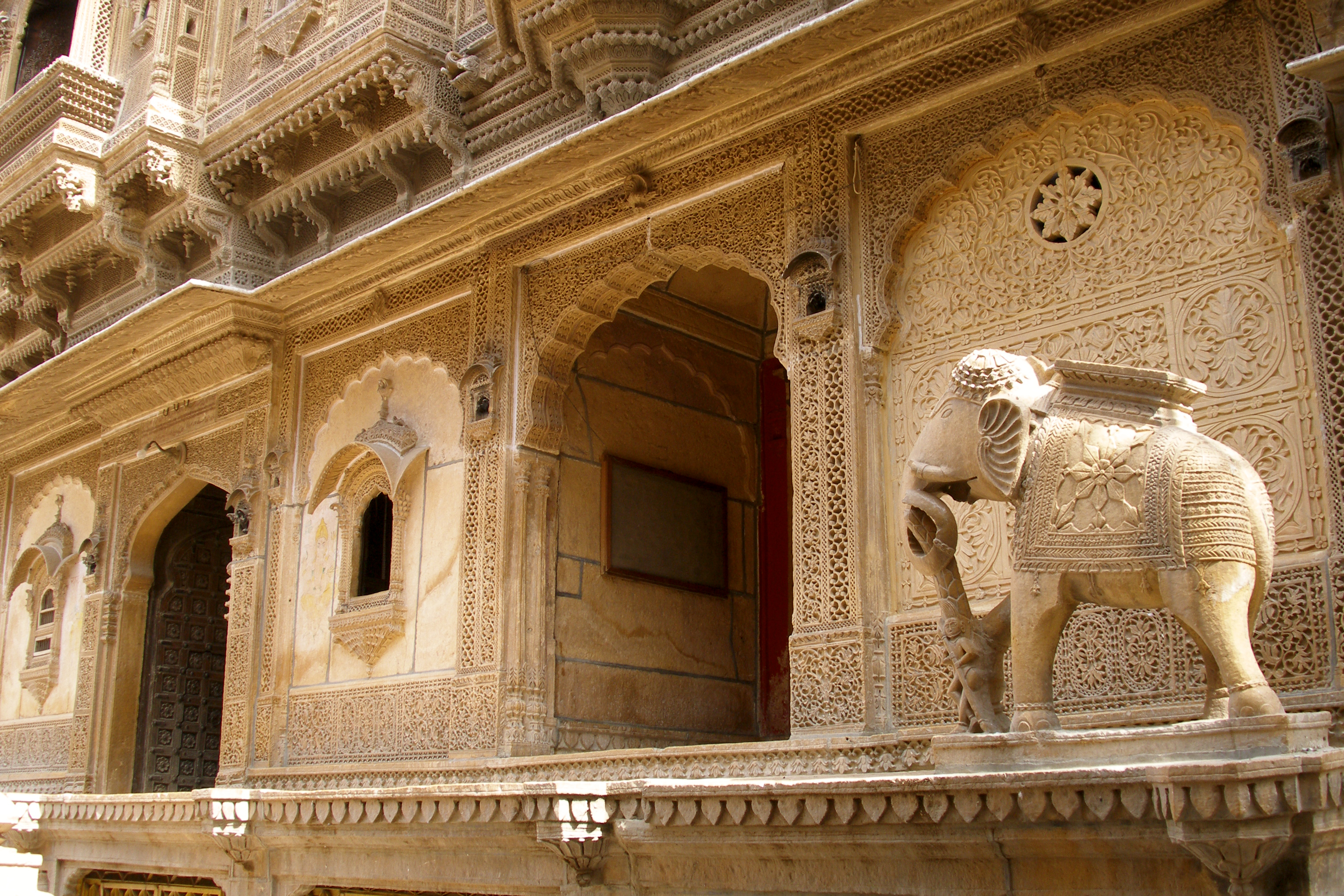
Arte Haveli
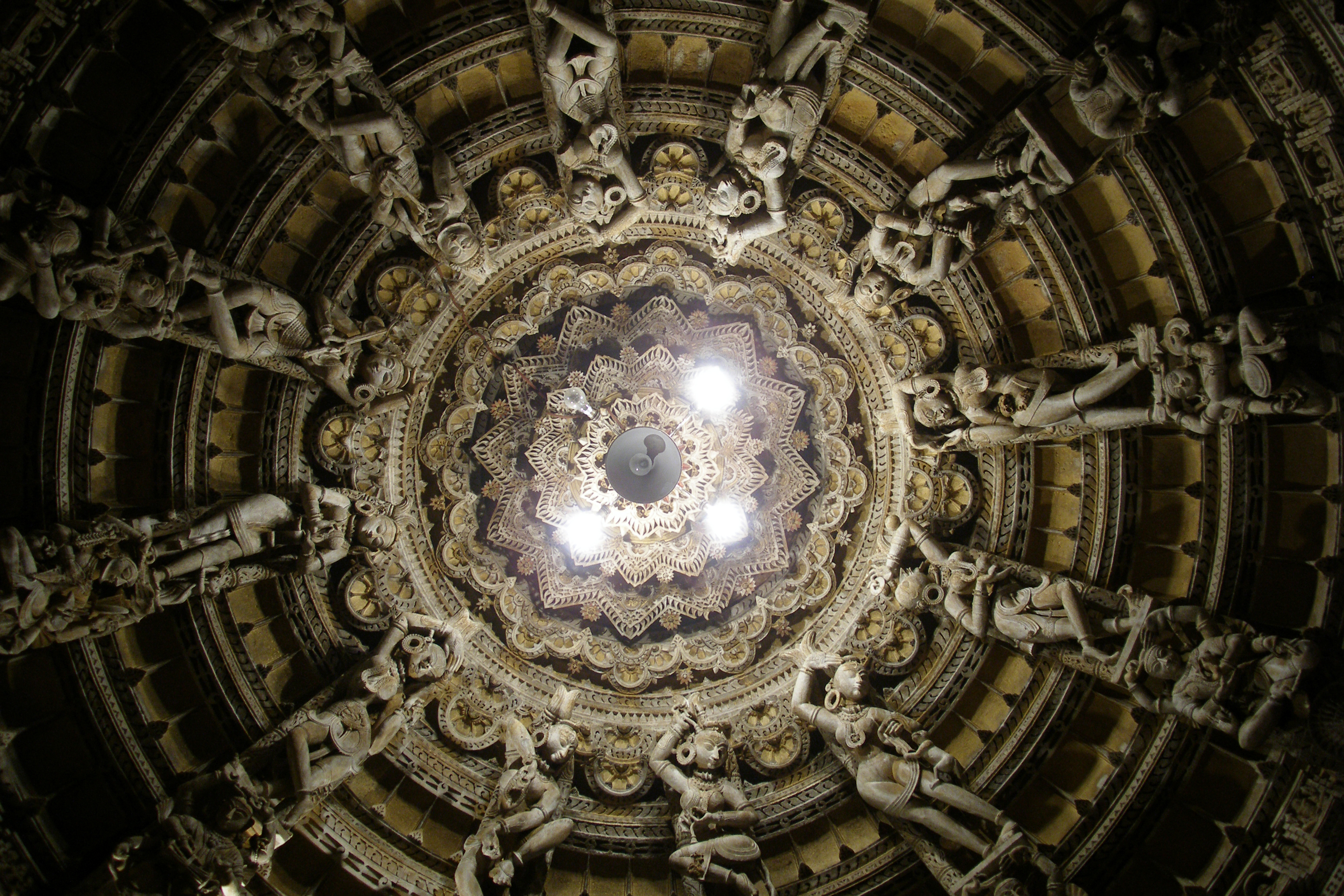
Teto do templo jainista dentro do forte jaisalmer
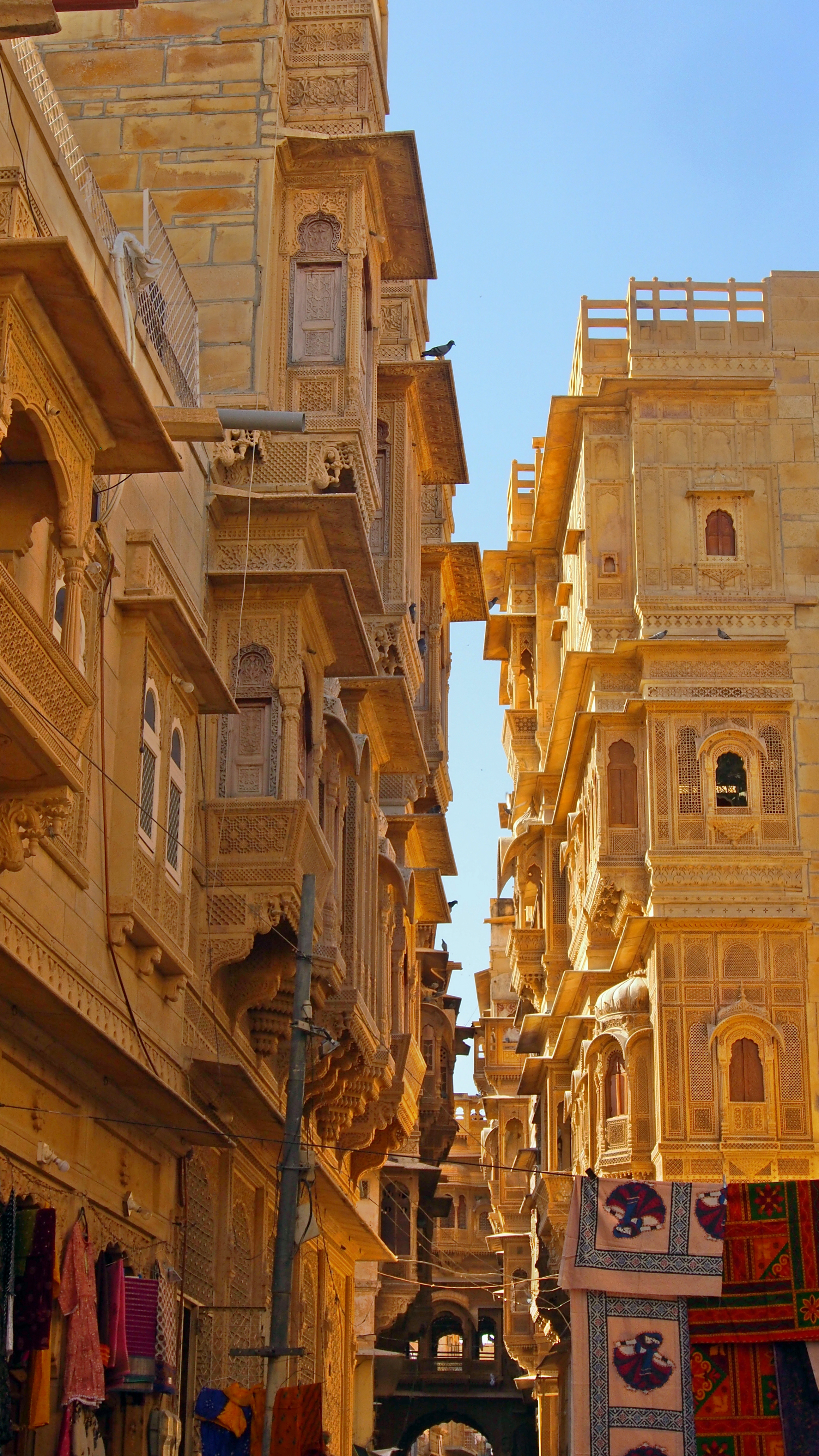
Becos estreitos do forte de Jaisalmer. Desenhos intrincados em arenito amarelo
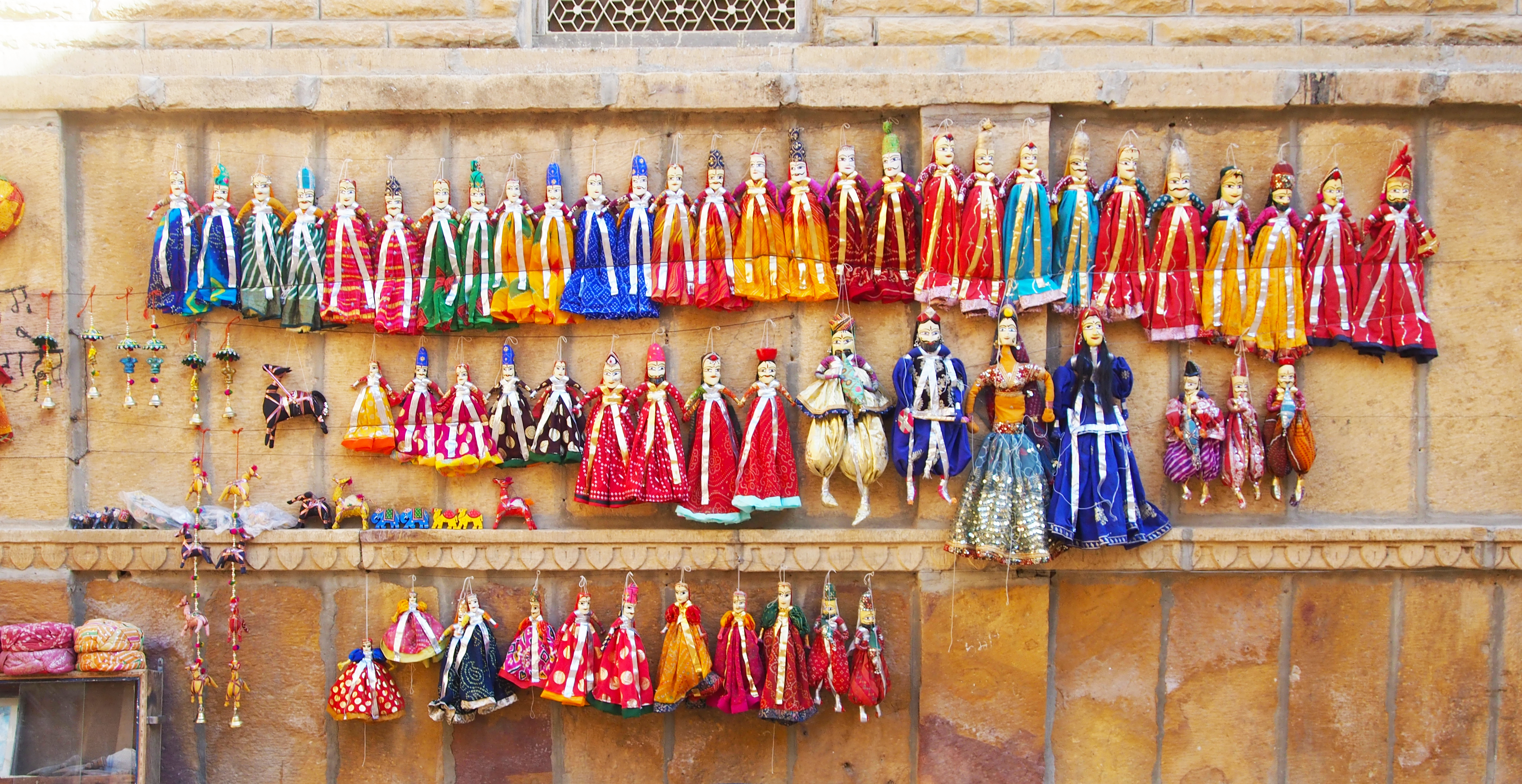
Bonecos à venda nas vielas estreitas do Forte Jaisalmer
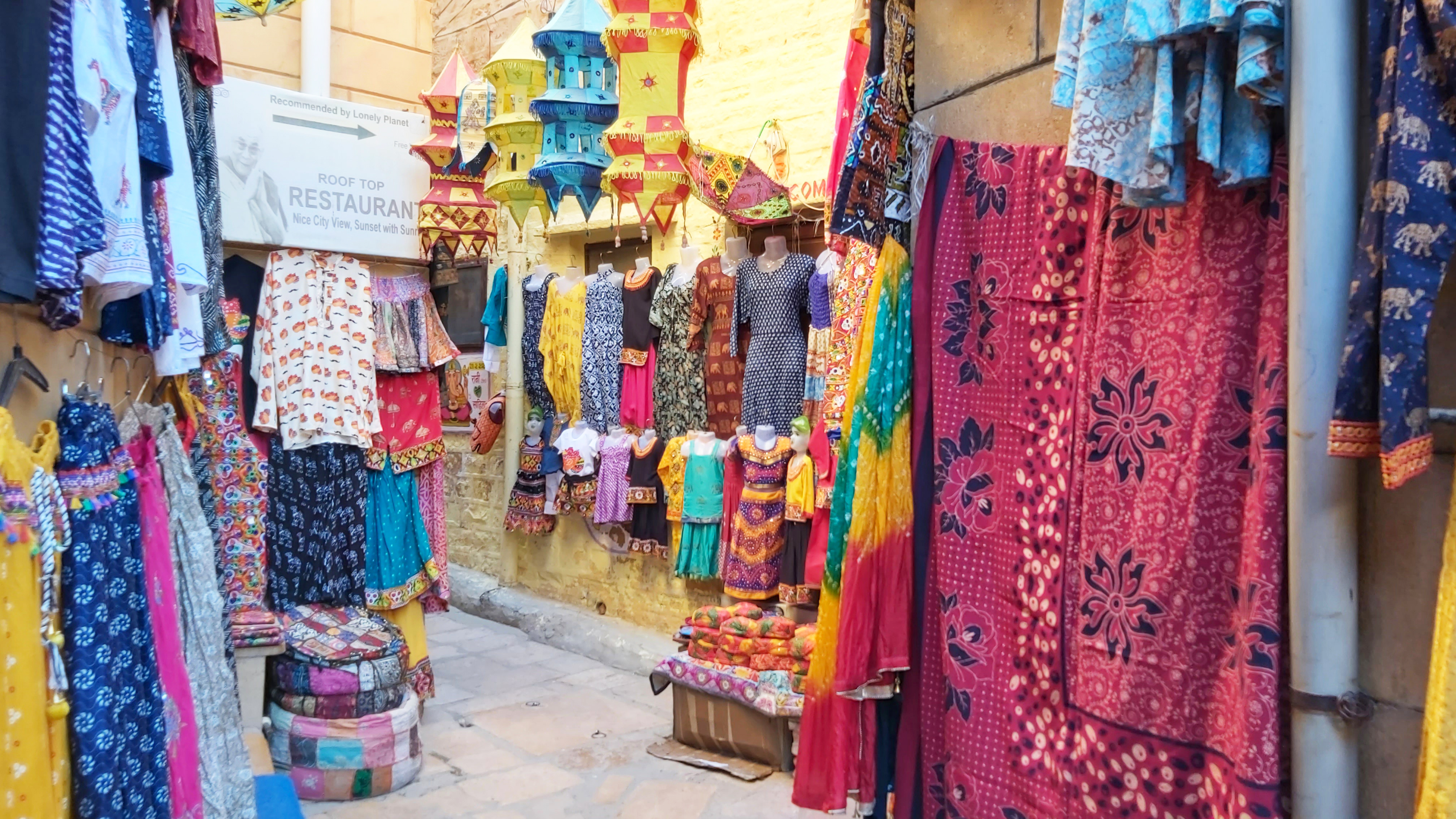
Mercado de rua dentro do Forte Jaisalmer
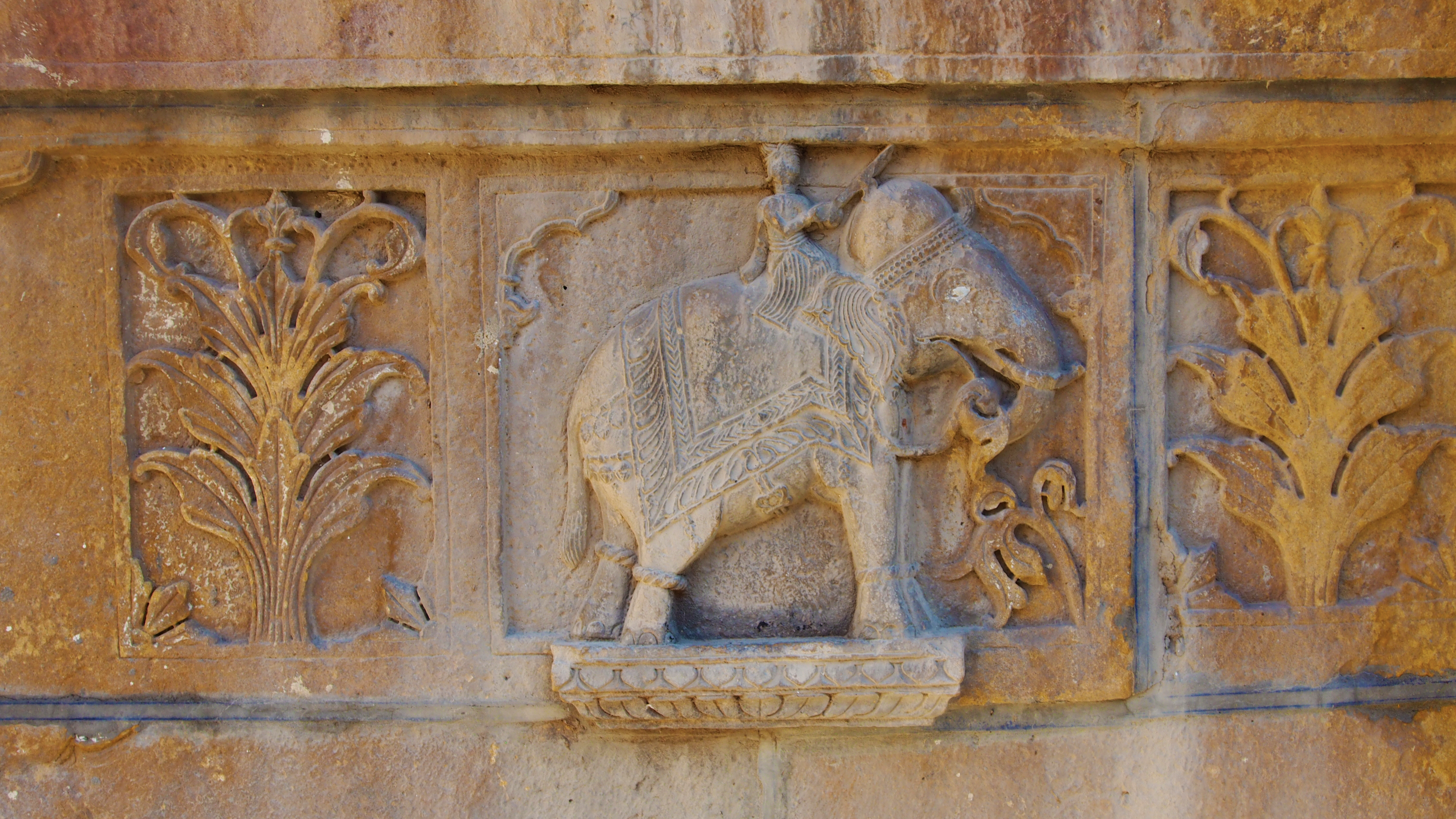
NathmalJi Haveli Elefante esculpido em alto relevo
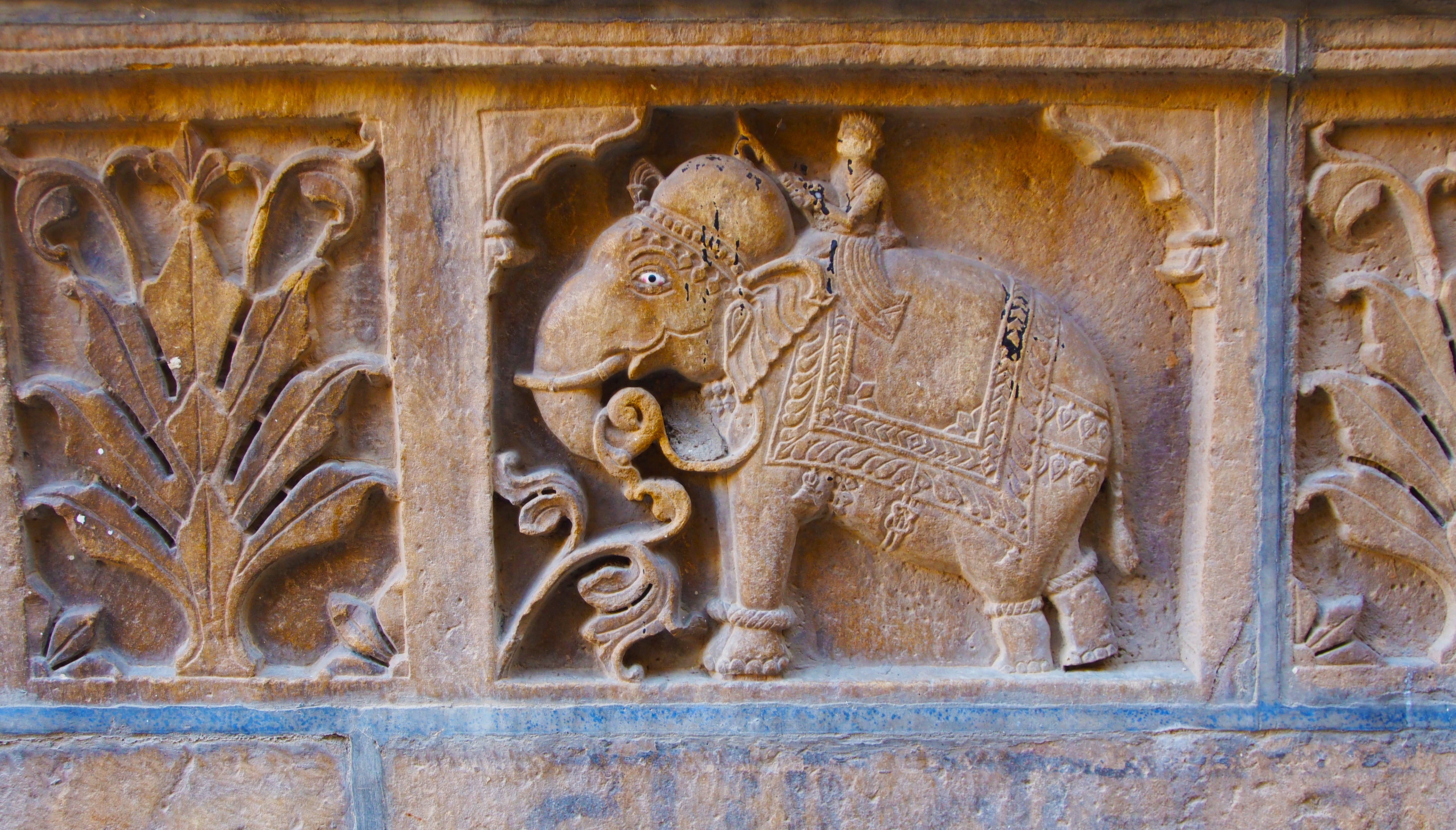
Nathmalji Haveli Esculturas de elefantes em baixo relevo

## Links externos
- Media relacionados com Forte de Jaisalmer no Wikimedia Commons